# Metalectra zonata
Metalectra zonata är en fjärilsart som beskrevs av Druce. Metalectra zonata ingår i släktet Metalectra och familjen nattflyn. Inga underarter finns listade i Catalogue of Life.